# 2015-ös brazil labdarúgó-bajnokság (első osztály)
A 2015-ös brazil labdarúgó-első osztály, más néven Brasileiro Série A a brazil országos bajnokságok 59-ik szezonja volt a megalakulása óta. A pontvadászat élén, története során hatodik alkalommal a Corinthians együttese végzett. A bajnokság utolsó négy helyezettje a következő szezonban a másodosztály küzdelmeiben folytatja további szereplését.

## Változások az előző idényhez képest
A Série B-ből feljutott a Série A-ba.
- Joinville
- Ponte Preta
- Vasco da Gama
- Avaí

A Série A-ból kiesett a Série B-be
- Vitória
- Bahia
- Botafogo
- Criciúma

## A bajnokság alakulása
| 1   | 2   | 3   | 4   | 5   | 6   | 7   | 8   | 9   | 10  | 11  | 12  | 13  | 14  | 15  | 16  | 17  | 18  | 19  |
| REC | COR | REC | ATP | ATP | ATP | SPA | REC | REC | REC | ATM | ATM | ATM | ATM | ATM | ATM | ATM | COR | COR |
| 20  | 21  | 22  | 23  | 24  | 25  | 26  | 27  | 28  | 29  | 30  | 31  | 32  | 33  | 34  | 35  | 36  | 37  | 38  |
| COR |     |     |     |     |     |     |     |     |     |     |     |     |     |     |     |     |     |     |

| 1   | 2   | 3   | 4   | 5   | 6   | 7   | 8   | 9   | 10  | 11  | 12  | 13  | 14  | 15  | 16  | 17  | 18  | 19  |
| INT | CRU | JOI | JOI | JOI | JOI | JOI | VAS | JOI | JOI | JOI | JOI | JOI | JOI | JOI | CTB | CTB | VAS | VAS |
| 20  | 21  | 22  | 23  | 24  | 25  | 26  | 27  | 28  | 29  | 30  | 31  | 32  | 33  | 34  | 35  | 36  | 37  | 38  |
| VAS | VAS | VAS | VAS | VAS | VAS | VAS | JOI | JOI | JOI | JOI | VAS | VAS | VAS | JOI | JOI | JOI | JOI | JOI |

## Részt vevő csapatok
| Csapat               | Város          | Stadion           | Férőhely |
| -------------------- | -------------- | ----------------- | -------- |
| Atlético Mineiro     | Belo Horizonte | Independência     | 23,018   |
| Athletico Paranaense | Curitiba       | Arena da Baixada  | 43,000   |
| Avaí                 | Florianópolis  | Ressacada         | 17,537   |
| Chapecoense          | Chapecó        | Arena Condá       | 22,600   |
| Corinthians          | São Paulo      | Arena Corinthians | 48,234   |
| Coritiba             | Curitiba       | Couto Pereira     | 40,310   |
| Cruzeiro             | Belo Horizonte | Mineirão          | 58,170   |
| Figueirense          | Florianópolis  | Orlando Scarpelli | 19,908   |
| Flamengo             | Rio de Janeiro | Maracanã          | 78,838   |
| Fluminense           | Rio de Janeiro | Maracanã          | 78,838   |
| Goiás                | Goiânia        | Serra Dourada     | 50,049   |
| Grêmio               | Porto Alegre   | Arena do Grêmio   | 55,662   |
| Internacional        | Porto Alegre   | Beira-Rio         | 50,128   |
| Joinville            | Joinville      | Arena Joinville   | 22,400   |
| Palmeiras            | São Paulo      | Allianz Parque    | 43,600   |
| Ponte Preta          | Campinas       | Moisés Lucarelli  | 19,722   |
| Santos               | Santos         | Vila Belmiro      | 16,798   |
| São Paulo            | São Paulo      | Morumbi           | 67,052   |
| Sport Recife         | Recife         | Ilha do Retiro    | 35,020   |
| Vasco da Gama        | Rio de Janeiro | São Januário      | 22,150   |

## Tabella
| #   | Csapat              | M  | GY | D  | V  | G+ – G– | GK  | P  | Megjegyzések                           |
| --- | ------------------- | -- | -- | -- | -- | ------- | --- | -- | -------------------------------------- |
| 1.  | Corinthians (B)     | 38 | 24 | 9  | 5  | 71–31   | +40 | 81 | 2016-os Copa Libertadores - 2. forduló |
| 2.  | Atlético Mineiro    | 38 | 21 | 6  | 11 | 65–47   | +18 | 69 | 2016-os Copa Libertadores - 2. forduló |
| 3.  | Grêmio              | 38 | 20 | 8  | 10 | 52–32   | +20 | 68 | 2016-os Copa Libertadores - 2. forduló |
| 4.  | São Paulo           | 38 | 18 | 8  | 12 | 53–47   | +6  | 62 | 2016-os Copa Libertadores - 1. forduló |
| 5.  | Internacional       | 38 | 17 | 9  | 12 | 39–38   | +1  | 60 |                                        |
| 6.  | Sport Recife        | 38 | 15 | 14 | 9  | 53–38   | +15 | 59 |                                        |
| 7.  | Santos              | 38 | 16 | 10 | 12 | 59–41   | +18 | 58 |                                        |
| 8.  | Cruzeiro CV         | 38 | 15 | 10 | 13 | 44–35   | +9  | 55 |                                        |
| 9.  | Palmeiras (KGY)     | 38 | 15 | 8  | 15 | 60–51   | +9  | 53 | 2016-os Copa Libertadores - 2. forduló |
| 10. | Paranaense          | 38 | 14 | 9  | 15 | 43–48   | −5  | 51 |                                        |
| 11. | Ponte Preta Ú       | 38 | 13 | 12 | 13 | 41–40   | +1  | 51 |                                        |
| 12. | Flamengo            | 38 | 15 | 4  | 19 | 45–53   | −8  | 49 |                                        |
| 13. | Fluminense          | 38 | 14 | 5  | 19 | 40–49   | −9  | 47 |                                        |
| 14. | Chapecoense         | 38 | 12 | 11 | 15 | 34–44   | −10 | 47 |                                        |
| 15. | Coritiba            | 38 | 11 | 11 | 16 | 31–42   | −11 | 44 |                                        |
| 16. | Figueirense         | 38 | 11 | 10 | 17 | 36–50   | −14 | 43 |                                        |
| 17. | Avaí Ú (K)          | 38 | 11 | 9  | 18 | 38–60   | −22 | 42 | 2016-os Série B                        |
| 18. | Vasco da Gama Ú (K) | 38 | 10 | 11 | 17 | 28–54   | −26 | 41 | 2016-os Série B                        |
| 19. | Goiás (K)           | 38 | 10 | 8  | 20 | 39–49   | −10 | 38 | 2016-os Série B                        |
| 20. | Joinville Ú (K)     | 38 | 7  | 10 | 21 | 26–48   | −22 | 31 | 2016-os Série B                        |

Utolsó frissítés: 2015. december 9. 
Forrás: Football League Tables 
A rangsorolás alapszabályai: 1. összpontszám, 2. egymás elleni eredmények összpontszáma, 3. gólkülönbség, 4. szerzett gólok száma.
(B): Bajnokcsapat, (K): Kieső csapat, (F): Feljutó csapat, (I): Kupainduló, (R): A rájátszás győztese, (KGY): Kupagyőztes

(CV): Címvédő, (Ú): Újonc

## Góllövőlista
| # | Játékos          | Csapat           | Gól |
| - | ---------------- | ---------------- | --- |
| 1 | Ricardo Oliveira | Santos           | 20  |
| 2 | Vágner Love      | Corinthians      | 14  |
| 3 | André            | Sport Recife     | 13  |
| 3 | Jádson           | Corinthians      | 13  |
| 3 | Lucas Pratto     | Atlético Mineiro | 13  |
| 6 | Henrique Almeida | Coritiba         | 12  |
| 7 | Vitinho          | Internacional    | 11  |
| 7 | Willian          | Cruzeiro         | 11  |
| 9 | André Lima       | Avaí             | 10  |
| 9 | Dudu             | Palmeiras        | 10  |
| 9 | Erik             | Goiás            | 10  |
| 9 | Luan             | Grêmio           | 10  |
| 9 | Alexandre Pato   | São Paulo        | 10  |